# KNM-ER 3733

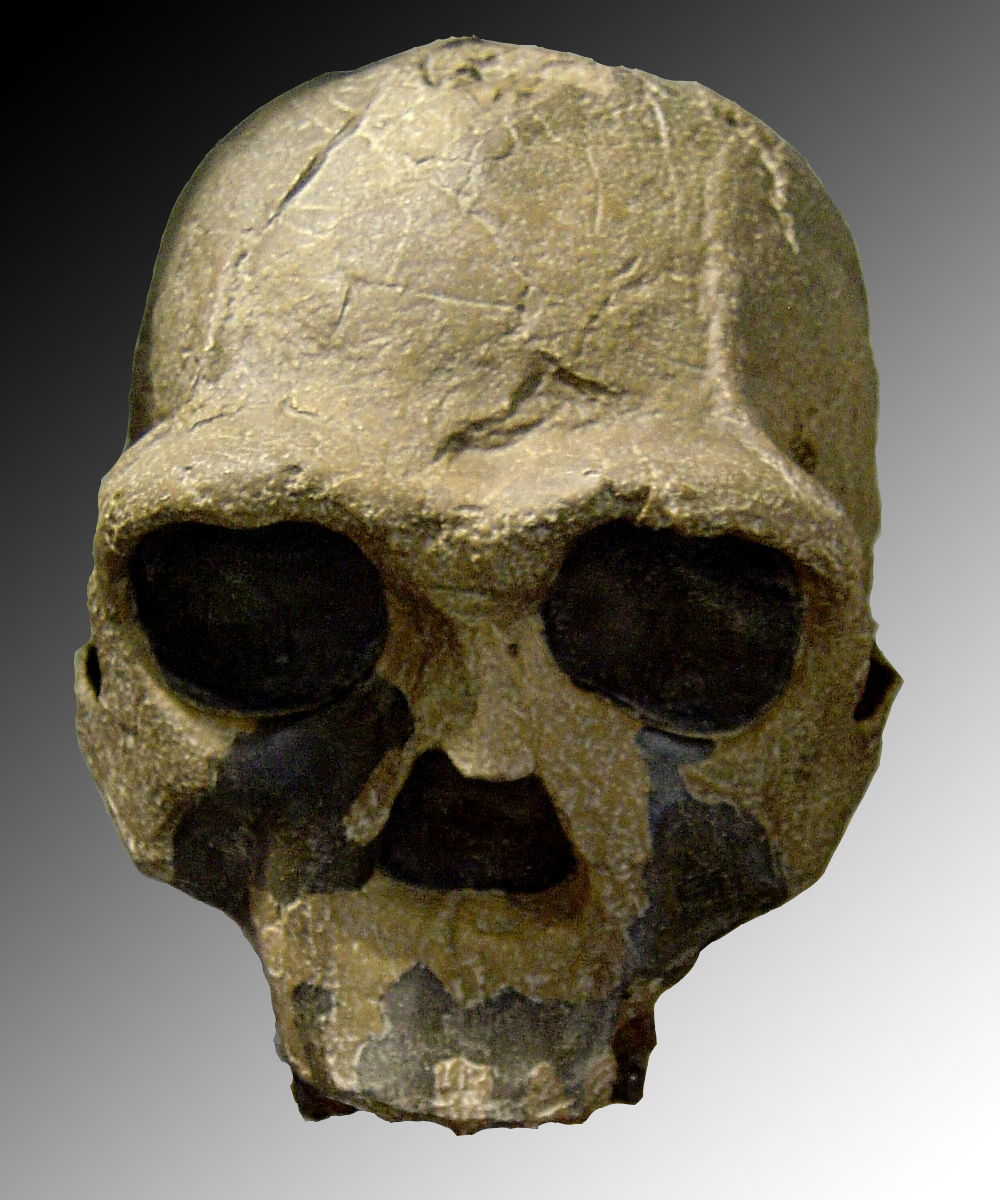
Teschio KNM-ER 3733

KNM-ER 3733 è un fossile del cranio di un ominide della specie Homo ergaster, datato a circa 1.75 milioni di anni fa, scoperto nel sito archeologico del Koobi Fora in Kenya, nel 1975 da Bernard Ngeneo

## Descrizione
La dimensione del cranio è di circa 850 cc. Si pensa che KNM ER 3733 sia stato un ominide di genere femminile, sulla base dei confronti con i fossili maschili KNM-ER 3883 e KNM-WT 15000, risultando meno robusto rispetto ai due crani maschili. È considerato un adulto a causa dell'estesa usura dei suoi denti, del fatto che i suoi terzi molari erano completamente fuoriusciti e perché le sue suture craniche erano completamente fuse, cosa che avviene solo negli adulti.